# Blue with Lou
Blue with Lou je studiové album amerického hudebníka Nilse Lofgrena. Vydáno bylo 26. dubna 2019 společností Cattle Track Road Records. Spolu s Lofgrenem jej produkovala jeho manželka Amy. Na albu Lofgrena doprovázeli bubeník Andy Newmark, baskytarista Kevin McCormick, hostující saxofonista Branford Marsalis a řada zpěváků. Lofgren desku nahrál ve svém domově v Arizoně. Album vyšlo jak na kompaktním disku, tak i na dlouhohrající gramofonové desce. Historie alba sahá do roku 2017, kdy byl Lofgren na turné s kapelou E Street Band. Tehdy si ve volné chvíli hrál na kytaru a automaticky si začal pozpěvovat slova „blue with Lou“. Nakonec vznikla píseň téhož názvu, která je poctou hudebníkovi Lou Reedovi. Album dále obsahuje písně, které Lofgren koncem sedmdesátých let napsal ve spolupráci s Reedem, ale nikdy se nedočkaly vydání (několik jiných společných písní však vyšlo na Lofgrenově albu Nils, stejně jako na Reedově albu The Bells).

## Seznam skladeb
| Pořadí | Název                     | Autor                  | Délka |
| ------ | ------------------------- | ---------------------- | ----- |
| 1.     | Attitude City             | Nils Lofgren, Lou Reed | 4:24  |
| 2.     | Give                      | Nils Lofgren, Lou Reed | 5:56  |
| 3.     | Talk Thru the Tears       | Nils Lofgren, Lou Reed | 4:08  |
| 4.     | Pretty Soon               | Nils Lofgren           | 3:49  |
| 5.     | Rock or Not               | Nils Lofgren           | 3:31  |
| 6.     | City Lights               | Nils Lofgren, Lou Reed | 4:15  |
| 7.     | Blue with Lou             | Nils Lofgren           | 7:12  |
| 8.     | Don't Let Your Guard Down | Nils Lofgren           | 2:52  |
| 9.     | Too Blue to Play          | Nils Lofgren           | 4:00  |
| 10.    | Cut Him Up                | Nils Lofgren, Lou Reed | 6:08  |
| 11.    | Dear Heartbreaker         | Nils Lofgren           | 5:02  |
| 12.    | Remember You              | Nils Lofgren           | 4:58  |

## Obsazení
- Nils Lofgren – zpěv, kytara, klávesy, aranžmá
- Kevin McCormick – baskytara, aranžmá
- Andy Newmark – bicí, aranžmá
- Branford Marsalis – saxofon
- Amy Lofgren – zpěv
- Cindy Mizelle – zpěv
- Dylan Covington – zpěv
- Elena Nikolov – zpěv
- Gary Bruzzese – zpěv
- Greg Varlotta – zpěv
- Jason Raetz – zpěv
- John Willis – zpěv
- Josef Curtis – zpěv
- Kenny Miller – zpěv
- Lauren Wojcik – zpěv
- Mark McDowell – zpěv
- Toby Kidd – zpěv
- Tyler Tse – zpěv